# أميراي (اسم)
أَمِيرَاي هو اسم علم مذكر من أصل عربي، جاء الاسم مركبًا من أمير: ومعناه هو ذو الأمر والملك لنفاذ أمره و (أي) لاحقة تركية تفيد الاتصاف بالرتبة العسكرية.